# Elswick (Lancashire)
Elswick – wieś w Anglii, w hrabstwie Lancashire, w dystrykcie Fylde. Leży 60 km na północny zachód od miasta Manchester i 319 km na północny zachód od Londynu.